# Yonge Street

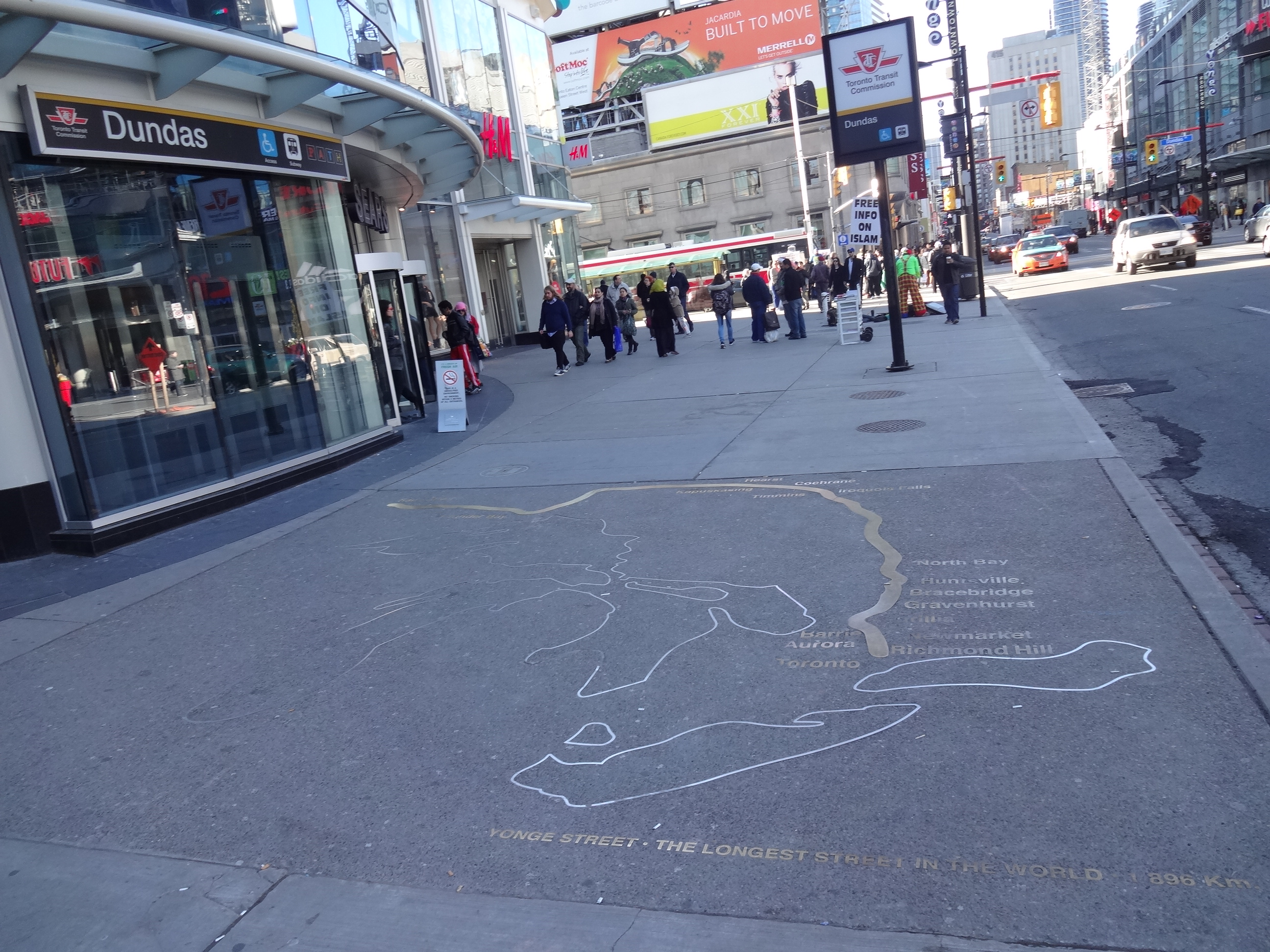
Inscrição no trecho da rua localizado na Yonge-Dundas Square.

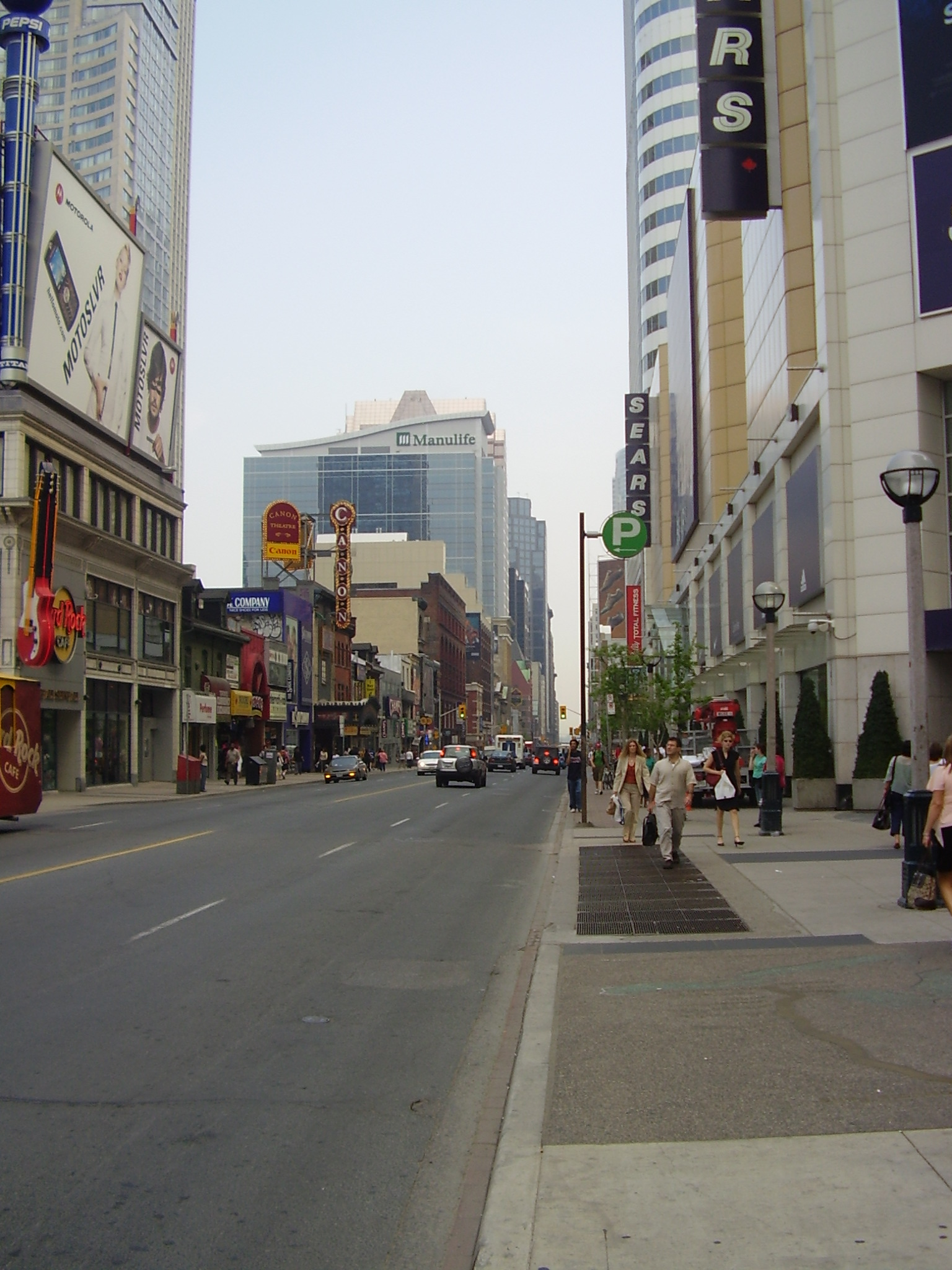
Yonge Street.

A Yonge Street é uma rua localizada em Toronto,Ontário, Canadá, e uma rua arterial da cidade de Toronto. É também conhecida como Highway 11.
A Yonge Street é considerada por muitos como a rua mais longa do mundo, com seus 1896 quilômetros de comprimento, embora alguns argumentem que a rua possua "quebras" ao longo de seu trecho. A Yonge Street é uma das vias públicas mais movimentadas de Toronto, com congestionamentos ocorrendo até mesmo nos finais de semana. A rua é tão movimentada que na maior parte de seus cruzamentos, é proibido virar à esquerda.
A Yonge Street é em sua maior parte uma rua comercial, e abriga numerosas atrações turísticas, tais como o Eaton Centre, o Dundas Square, o Hockey Hall of Fame e a sede do Toronto Star. O trecho Yonge da linha Yonge-University-Spadina corre ao longo da Yonge Street.